# Vasco de Almeida e Costa
Fernando Vasco Leote de Almeida e Costa (São Sebastião da Pedreira, Lisboa, 26 de julio de 1932 - Lisboa, 25 de julio de 2010), fue un oficial naval portugués y político que sirvió como ministro de Administración Interna durante el gobierno de José Baptista Pinheiro de Azevedo, entre el 19 de septiembre de 1975 y el 23 de julio de 1976. Tuvo también un papel importante durante el periodo de descolonización portuguesa.
El 23 de julio de 1976, ocupó el cargo de primer ministro interino después de que Pinheiro de Azevedo sufriera un ataque al corazón durante su campaña presidencial. Permaneció como primer ministro interino hasta el final del mandato de Pinheiro de Azevedo y fue sustituido por Mário Soares (elegido democráticamente). También fue el 134.º gobernador de Macao, entre el 16 de junio de 1981 y el 15 de mayo de 1986.
Fue hijo de Américo de Almeida e Costa y de su esposa Julieta da Conceição Leote. Almeida e Costa se casó en la Capilla de São Vicente, en Meadela, Viana do Castelo, el 11 de enero de 1959 con Maria Claudiana da Costa Araújo de Faria.
| Predecesor: José Baptista Pinheiro de Azevedo | Primer ministro de Portugal 1976 | Sucesor: Mário Soares |